# Гершт (дворянский род)
Гершт (пол. Gierszt) — дворянский род.
Предок их Христиан-Фридрих Гёршт, Обер-Фейерверкер Польской Артиллерии, в 1774 году владел поместьями в Великом Княжестве Литовском.

## Описание герба
В красном поле три шпаги, золотыми рукоятками влево, а остриями вниз; две крайние несколько к бокам щита наклоненные.
В навершии шлема три страусовые пера.